# 杉山響子
杉山 響子（すぎやま きょうこ、1960年 - ）は、日本の小説家、エッセイストで脚本家。東京都出身。玉川大学卒。

## 人物来歴
小説家の佐藤愛子を母に、大衆小説の人気作家で劇作家の佐藤紅緑を祖父に持つ。さらに、作詞家で詩人のサトウハチローと脚本家で劇作家の大垣肇という２人の伯父がいる文学一家に生まれる。
幼少期に、父・田畑麦彦（本名：篠原省三、新人賞作家）の会社倒産と両親の離婚を経験し、その後は母子家庭で育つ
2018年、長年温めてきた題材をもとに、劇団 山猫幻燈會の旗揚げ公演で初の舞台作品『見えない同居』を書き下ろす。
2020年、『物の怪と龍神さんが教えてくれた大事なこと』を廣済堂出版から上梓。

## エピソード
- そうそうたる人物が顔をそろえる作家の家系に生まれながら、本人は「物を書くことにはあまり興味がなかった」と言う[2]。
- ブログ「のろ猫プーデルのひゃっぺん飯　おかわりっ!!」[3]では、母親であり作家の佐藤愛子のWikipedia記事に多くの誤りがあることを懸念している。タイトルは「ちょっとコワイWikipedia」[4]。

## 主な著作と作詞
- 作詞「船はうたう」NHKみんなのうた、1996年[5]
- エッセイ「母・佐藤愛子の困った年賀状」文藝春秋、2012年1月[6]
- 脚本『見えない同居人』劇団 山猫幻燈會 旗揚げ公演書き下ろし、2018年[7]
- 一般『物の怪と龍神さんが教えてくれた大事なこと』廣済堂出版刊、2020年[8]
- エッセイ連載開始｜憤怒の人— 母・佐藤愛子のカケラ「第1回 座右の銘」。週刊女性セブン 2025年 1月2･9日合併号[9][10]